# Jitenshaya-san no Takahashi-kun
Takahashi del negozio di biciclette (自転車屋さんの高橋くん?, Jitenshaya-san no Takahashi-kun) è un manga scritto e disegnato da Arare Matsumushi, pubblicato dalla Leed su Torch dal 2019. L'edizione italiana è curata da J-Pop. Dall'opera è stata tratta anche una serie televisiva, trasmessa su TV Tokyo dal 4 novembre al 23 dicembre 2022.

## Trama
Una timida trentenne, Tomoko, ha difficoltà a relazionarsi con gli altri ed è peraltro costretta a sopportare le quotidiane molestie inflittegli dal suo capo. L'unica persona con cui riesce a confidarsi e con cui sembra avere particolare sintonia è Takahashi, un suo coetaneo che lavora in un negozio di biciclette.

## Personaggi
Tomoko Hanno, Panko per gli amici, è una timida trentenne originaria di Tokio che vive da sola a Gifu, dove lavora come impiegata. Diventa amica di Takahashi dopo aver avuto bisogno della sua assistenza per riparare la bicicletta.
Ryohei Takahashi, un coetaneo dai modi apparentemente poco raccomandabile, che lavora in un negozio di biciclette nel quartiere di Tomoko. 

## Manga

### Volumi
| Nº | Data di prima pubblicazione | Data di prima pubblicazione | Data di prima pubblicazione | Data di prima pubblicazione |
| Nº | Giapponese                  | Giapponese                  | Italiano                    | Italiano                    |
| -- | --------------------------- | --------------------------- | --------------------------- | --------------------------- |
| 1  | 22 novembre 2019            | ISBN 978-4-8458-6033-3      | 6 marzo 2024                | ISBN 978-8834926093         |
| 2  | 22 maggio 2020              | ISBN 978-4-8458-6057-9      | 15 maggio 2024              | ISBN 978-8834926338         |
| 3  | 22 gennaio 2021             | ISBN 978-4-8458-6074-6      | 10 luglio 2024              | ISBN 978-8834927229         |
| 4  | 27 agosto 2021              | ISBN 978-4-8458-6100-2      | 18 settembre 2024           | ISBN 978-8834929513         |
| 5  | 26 maggio 2022              | ISBN 978-4-8458-6124-8      | 27 novembre 2024            | ISBN 978-8834930762         |
| 6  | 24 febbraio 2023            | ISBN 978-4-8458-6153-8      | 29 gennaio 2025             | ISBN 978-8834932063         |